# 1359
1359 (MCCCLIX) je bilo navadno leto, ki se je po julijanskem koledarju začelo na torek.

## Dogodki

### Slovenija
- Umrlega celjskega grofa Friderika I. nasledi sin Ulrik I..
- Umrlega krškega škofa Pavel iz Jägerndorfa nasledi Janez II. iz Platzheim-Lenzburga. 1363 ↔
- Za novega oglejskega patriarha je imenovan Ludvik della Torre. 1365 ↔

### Stoletna vojna
- 10. marec - Angleška razbojniška tolpa, ki jo vodi oporoda Robert Knolles, zavzame po dveh mesecih obleganja mesto Auxerre. Mesto ne utrpi človeške škode, niti materialne, saj da Robert Knolles meščanom možnost, da se odkupijo, kar le-ti tudi storijo. Po zavzetju in zbrani visoki odkupnini je Robert Knolles povzdignjen v viteza.

- 24. marec - Drugi londonski sporazum: francoski kralj Ivan II., ki se nahaja v angleškem ujetništvu, podpiše (kapitulantski) sporazum o predaji delov zahodne Francije angleškemu kralju Edvardu III.. Sporazum vsebuje še kolosalno odškodnino in določilo o skupni vojni proti motečemu navarskemu kralju Karlu II., ki ima tudi zahteve po  francoski kroni. ↓
- 25. maj → Pariz: francoska Skupščina stanov[1] kategorično zavrne omenjeni angleški diktat in zahteva od dofena Karla Valoiškega, da nadaljuje vojno. Hkrati pa Francozi skoncentrirajo napade na vojsko (bolje - bataljon) navarskega kralja Karla II., ki ima posesti tudi v zahodni Franciji. ↓
- 19. avgust → Sporazum iz Pontoiseja: dofen Karel Valoiški in navarski kralj Karel II. se pomirita, potem ko se slednji odreče francoskim posestim. ↓
- 28. oktober → Calais: Edvard III. izgubi potrpljenje in iz Calaisa z armado ponovno vpade v (severno) Francijo. Dofen spravi svojo vojsko in podeželsko prebivalstvo z zalogami v utrjena mesta, še prej pa s taktiko požgane zemlje opustoši poti napredovanja angleške vojske, ki bistveno večje škode ne more napraviti, ne da bi škodila sama sebi. 
  - Vojska Črnega Princa se v tem letu nahaja v Akvitaniji.
- 4. december - Angleška vojska prispe pred Reims, ki ga prične oblegati. Angleži so prisiljeni zimo prebiti v šotorih na mokrem in z velikimi težavami v oskrbi. 1360 ↔
  - Prevelike zahteve angleške vojske povzročijo lakoto v Flandriji.
- Dofen Karel je v tem letu zastrupljen, vendar mu zdravniki rešijo življenje. Kljub temu mu na levi roki ostane gnojna rana, ki se mu nikoli ne zaceli.

### Ostalo
- 31. januar - Magreb: alžirski Zajinidi preženejo maroške Marinide in obnovijo kraljevino Tlemcen. Novi sultan Tlemcena postane Abu Hammu II.
- 4. julij - Forlì, Papeška država: kardinal in vojskovodja Gil de Albornoz izžene iz Forlìja kondotijerja Francesca II. Ordelaffija, ki je neupešno poskušal v mestu ustanoviti lastno dinastično hišo na račun Papeške države.
- 21. julij - Švedski dvor: umre švedski sokralj Erik XII., sin kralja Magnusa IV.. Nekaj mesecev pred smrtjo se oče in uporni sin pomirita ter začneta vladati skupaj. Umirajoči Erik obtoži kraljico-mater Blanko Namursko, da ga je zastrupila. 1360 ↔ 
  - 25. december - Konec leta umre bivša švedska kraljica Beatrika Wittelsbaška, vdova Erika XII. Javnost za smrt obeh obtožuje kraljico-mater, čeprav je najverjetneje, da je Erik umrl zaradi kuge, njegova soproga pa med porodom mrtvorojenca.
- 10. oktober - Umrlega ciprskega kralja Huga IV. Lusignanskega nasledi sin Peter I.
- 13. november - Umrlega moskovskega velikega kneza Ivana Ivanoviča nasledi sin Dimitrij Ivanovič.[2]
- 14. december - Nepriljubljenega vladarja Verone in Vicenze Kangrandeja II. della Scalingerja umorita njegova polbrata Cansignorio in Paolo Alboino.
- Papež Inocenc VI. prekliče izobčenje bavarskega vojvode Ludvika V. in njegove soproge Margarete Majnhardiner, ki ju je leta 1342 civilno poročil rimsko-nemški cesar Ludvik Bavarec.
- Ogrska, Srbija: posredovanje ogrskega kralja Ludvika I. v nekem obskurnem sporu med nedokumentiranima srbskima plemičema preraste v vojno s srbskim kraljem Štefanom Urošem V., ki pa zavrača odprt spopad. Srbski kralj se skupaj z vojsko in prebivalstvom umakne v nedostopne višine in s tem primora Ludvika I., da kljub prispelim okrepitvam umakne in preneha s sovražnostmi. Prezaposlenost Ludvika I. s Srbi izkoristijo Moldavci:
  - Moldavci se osvobodijo nadoblasti Madžarov pod vodstvom Bogdana I., ki postane prvi moldavski knez.
- Zlata horda se pogreza v hudo politično krizo. Kana Berdi Bega umori mlajši brat Kulpa. 1360 ↔
  - Kljub anarhiji v Zlati hordi, je še ta toliko močna, da določa, kdo bo vladar sosednje Vladimirske kneževine: novi vladimirski veliki knez postane Dimitrij Konstantinovič. V Zlati hordi ima de facto oblast general Mamaj.
- Epirski vladar Nikefor II. Orsini izgublja v vojni proti albanskim klanom in je v tem letu ubit. Epirski despotat, oziroma ostanke večjih mest, ki se branijo pred Albanci s podeželja, reši njegov svak srbski plemič Simeon Uroš.
- Mesto Berlin se pridruži Hanzeatski zvezi.
- Granadski emirat: Izmail II. Nasrid vrže z oblasti svojega strica Muhameda V., ki se zateče na marinidski dvor v Maroko. 1360 ↔
- Kairo, Egipt: dokončana je Mošeja Sultana Hasana.
- Papež Inocenc VI. prekliče izobčenje angleškega sholastika Vilijema Ockhama.
  - Isto leto imenuje za novega oglejskega patriarha Lodovica della Torreja. 1361 ↔

## Rojstva
- 11. januar - cesar Go-En'ju, japonski proticesar († 1393)
- Intharača, tajski kralj Ajutije († 1424)
- Niccolò da Uzzano, florentinski državnik († 1431)

## Smrti
- 21. julij - Erik XII., švedski sokralj (* 1339)
- 10. oktober - Hugo IV., ciprski kralj (* 1294)
- 25. oktober - Beatrika Kastiljska, princesa, portugalska kraljica (* 1293)
- 13. november - Ivan II., moskovski veliki knez (* 1326)
- 14. november - Gregorij Palama, bizantinski pravoslavni menih, teolog in mistik (* 1296)
- 14. december - Kangrande II. della Scala, veronski vladar (* 1332)
- 25. december - Beatrika Wittelsbaška, švedska kraljica (* 1344)
- Berdi Beg, kan Zlate horde
- Eleanora Kastiljska, aragonska kraljica (* 1307)
- Evfemija Sicilska, regentka, hči Petra II. (* 1330)
- Giovanni de' Marignolli, italijanski (florentinski) misijonar in popotnik
- Jacopo Dondi dell'Orologio, italijanski astronom in urar (* 1293)
- Jeanne de Belleville, bretonska gusarka in vojskovodja (* 1300)
- Nikefor II. Orsini, epirski vladar (* 1329)
- Pavel iz Jägerndorfa, krški škof
- Wang Mian, kitajski slikar (* 1287)